# Albina Vitoldivna Haievska
Albina Vitoldivna Haievska (tiếng Ukraina: Альбіна Вітольдівна Гаєвська; sinh ngày 21 tháng 8 năm 1937, Sevastopol) là một nhà khoa học Ukraina chuyên về lĩnh vực ký sinh trùng học, động vật học và thủy sinh học. Bà tốt nghiệp bằng Tiến sĩ khoa học Sinh học năm 1985 và được phong hàm Giáo sư năm 1989. Bà được trao Giải thưởng Nhà nước Ukraina về Khoa học và Công nghệ năm 2007 và Giải thưởng Schmalhausen của Viện Hàn lâm Khoa học Quốc gia Ukraina năm 2005.

## Tiểu sử
Bà tốt nghiệp Viện Sư phạm Krym năm 1960. Từ năm 1962 đến năm 1968, bà công tác tại Viện Sinh học Biển Nam ở Sevastopol. Từ năm 1970 đến 1986, bà giữ chức Trưởng khu vực Đại Tây Dương của Viện Nghiên cứu Thủy sản và Hải dương học (Kaliningrad, CHXHCNXVLB Nga). Năm 1987, bà trở lại công tác tại Viện Sinh học Biển Nam.
Bà là phó Tổng biên tập Tạp chí Sinh thái biển (tiếng Ukraina: Морского экологического журнала) từ năm 2002.
Bà là thành viên của Đoàn chủ tịch Hội Ký sinh trùng học Ukraina. Bà là giám đốc phân hiệu Hội Ký sinh trùng học Ukraina tại Sevastopol.

## Hoạt động khoa học
Các lĩnh vực mà bà quan tâm bao gồm nghiên cứu về sinh thái học-ký sinh trùng học của cá biển, cá đại dương và động vật không xương sống. Bà cũng nghiên cứu về hệ động vật, phân loại học, sinh học và sinh thái học của ký sinh trùng, đặc biệt là tầm quan trọng của chúng trong việc biến đổi vật chất và năng lượng trong tự nhiên.

## Giải thưởng

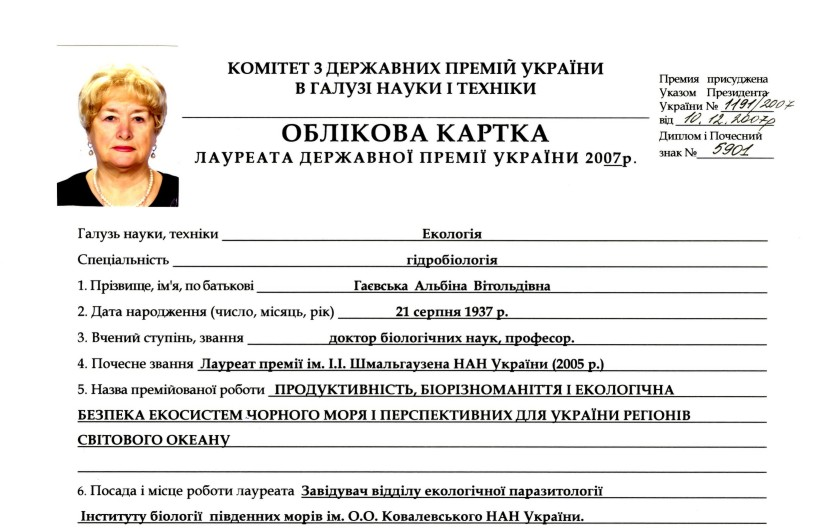
Thẻ đăng ký của người được trao giải thưởng Nhà nước Ukraina Albina Vitoldivna Haievska

- Giải thưởng Nhà nước Ukraina về Khoa học và Công nghệ (2007) - cho loạt các bài báo khoa học (cùng với Polikarpovym Hennadiiem Hryhorovychem, Monchenkom Vladyslavom Ivanovychem, Iehorovym Viktorom Mykolaiovychem, Zaikoiu Viktorom Yevhenovychem, Shulmanom Heorhiiem Yevhenovychem, Myronovym Olehom Hlibovychem, Samyshevym Ernestom Zainullinovychem, Tokarevym Yuriiem Mykolaiovychem và Finenkom Zosymom Zosymovychem).[3]
- Giải thưởng Schmalhausen của Viện Hàn lâm Khoa học Quốc gia Ukraina (2005) - cho loạt tác phẩm "Sách chuyên khảo về ký sinh trùng và bệnh cá".

## Tác phẩm chính
- Определитель паразитов Черного и Азовского морей. 1975 (đồng tác giả);
- Справочник основных болезней и паразитов промысловых рыб Атлантического океана. Kaliningrad, 1991 (đồng tác giả);
- Справочник болезней и паразитов морских океанических промысловых рыб. 2001;
- Паразитология и патология рыб: Энциклоп. слов.- sách tham khảo. Moskva, 2003;
- Паразиты и болезни морских и океанических рыб в природных и искусственных средах. Sevastopol, 2004;
- Паразитологія та патологія риб: енциклопед. словник-довідник / A. V. Haievska ; Viện Hàn lâm Khoa học Quốc gia Ukraina, Viện Sinh học Biển Nam của Viện Hàn lâm Khoa học Quốc gia Ukraina. — Nauk. dumka, 2004. — 367 tr. — thư mục: tr. 356—360. — ISBN 966-00-0139-8.

## Đơn vị phân loại đã mô tả
Bà đã mô tả hơn 80 loài mới cho khoa học và đặt ra một số chi sinh vật ký sinh mới, chủ yếu thuộc lớp Myxosporea, Trematoda và monogenea. Dưới đây liệt kê các loài được công nhận năm 2023 theo World Register of Marine Species:
Myxosporea
Chi
- Neobipteria Kovaljova, Gaevskaya & Krasin, 1986
- Pseudalataspora Kovaleva & Gaevskaja, 1983

Loài
- Alataspora caproi Gaevskaja & Kovaleva, 1984
- Alataspora lepidum Gaevskaja & Kovaleva, 1979
- Alataspora serenum Gaevskaja & Kovaleva, 1979
- Alataspora tetricum Gaevskaja & Kovaleva, 1979
- Ceratomyxa allantoidea Gaevskaya & Kovaljova, 1984
- Ceratomyxa macroformis (Gaevskaya & Kovaljova, 1984)
- Ceratomyxa maxima Gaevskaya & Kovaljova, 1980
- Ceratomyxa ovalis (Kovaljova & Gaevskaya, 1983)
- Ceratomyxa rara Kovaljova, Gaevskaya & Krasin, 1986
- Kudoa caudata Kovaleva & Gaevskaya, 1983
- Kudoa mirabilis Naidenova & Gaevskaya, 1991
- Myxidium asymmetricum Kovaljova & Gaevskaya, 1982
- Myxidium baueri Kovaljova & Gaevskaya, 1982
- Myxidium obliquelineolatum Gaevskaya & Kovaljova, 1984
- Myxidium virensi Gaevskaya & Kovaljova, 1984
- Myxodavisia amoena (Gayevskaya, Kovaleva & Umnova, 1980)
- Myxoproteus formosus Kovaljova & Gaevskaya, 1979
- Myxoproteus moseri Kovaljova & Gaevskaya, 1982
- Myxoproteus scoleciformis Kovaljova & Gaevskaya, 1979
- Neobipteria macrouri Kovaljova, Gaevskaya & Krasin, 1986
- Neoparvicapsula ovalis Gaevskaya, Kovaljova & Shulman, 1982
- Parvicapsula schulmani Kovaljova & Gaevskaya, 1981
- Pentacapsula cutanea Kovaleva & Gaevskaja, 1984
- Pseudalataspora beryxi Kovaleva & Gaevskaja, 1988
- Pseudalataspora scombri Kovaleva & Gaevskaja, 1983
- Pseudalataspora umbraculiformis Gaevskaja & Kovaleva, 1984
- Sinuolinea schulmani Gaevskaya & Kovaljova, 1979

Trematoda
Chi
- Bathymonorchis Bray & Gaevskaya, 1993
- Gibsonia Gaevskaya & Rodyuk, 1988
- Muraenolepitrema Gaevskaya & Rodjuk, 1988

Loài
- Acanthogalea gibsoni Gaevskaya, 1983
- Anoiktostoma elongatum (Gaevskaya & Aleshkina, 1985)
- Anoiktostoma formosum (Gaevskaya & Aleshkina, 1985)
- Anoiktostoma ovale (Gaevskaya & Aleshkina, 1985)
- Bacciger minutus Gaevskaja & Naidenova, 1996
- Brachyenteron magnibursatum Gaevskaya & Rodjuk, 1983
- Cainocreadium flesi Korniychuk & Gaevskaya, 2000
- Didymodiclinus kovaljovae (Nikolaeva & Gaevskaja, 1985)
- Gibsonia hastata Gaevskaya & Rodyuk, 1988
- Glomericirrus macrouri (Gaevskaja, 1973)
- Gonocerca taeniata Gaevskaya & Rodyuk, 1983
- Hemipera magnaprostatica Gaevskaja & Aljoshkina, 1995
- Helicometroides atlanticus (Gaevskaya & Aleshkina, 1983)
- Infundibulostomum patagonicum Gaevskaya & Kovaleva, 1977
- Lecithocladium falklandicum Gaevskaya & Kovaleva, 1978
- Lecithophyllum magnaprostatica Gaevskaya & Kovaljova in Gaevskaja, 1989
- Lepidapedon aljoshkinae Gaevskaya, 1983
- Lepidapedon taeniatum Gaevskaya & Rodyuk, 1988
- Macvicaria antarctica (Kovaljova & Gaevskaya, 1974)
- Macvicaria georgiana (Kovaleva & Gaevskaya, 1974)
- Muraenolepitrema magnatestis Gaevskaya & Rodjuk, 1988
- Neolepidapedon argentinense Gaevskaya & Kovaleva, 1977
- Neolepidapedon magnatestis (Gaevskaya & Kovaleva, 1976)
- Opechona ahmadi Gaevskaya, 1990
- Pachycreadium angolensis Aleshkina & Gaevskaya, 1985
- Paralepidapedon lepidum (Gaevskaya & Rodyuk, 1988)
- Peracreadium gibsoni Kornijchuk & Gaevskaya,
- Podocotyloides magnatestis Aleshkina & Gaevskaya, 1985
- Prosorhynchoides meridionalis (Gaevskaya & Aleshkina, 1985)
- Prudhoeus africanus Gaevskaya & Aljoshkina, 1983
- Pseudaephnidiogenes laciniosus Gaevskaya, 1983
- Siphoderina magnivesiculum (Gaevskaya & Aleshkina, 1985)
- Stenakron mancopsetti Gaevskaya & Kovaleva, 1977
- Sphaeromyxa schulmani Kovaljova & Gaevskaya, 1982

Monogenea
Chi
- Neodiplectanotrema Gerasev, Gaevskaja & Kovaleva, 1987
- Pseudobenedeniella Timofeeva, Gaevskaja & Kovaliova, 1987
- Pseudodiplectanotrema Gerasev, Gaevskaja & Kovaleva, 1987

Loài
- Neodiplectanotrema chaetodoni Gerasev, Gaevskaja & Kovaleva, 1987
- Neodiplectanotrema helicoleni Gerasev, Gaevskaja & Kovaleva, 1987
- Neopavlovskioides georgianus Kovaljova & Gaevskaja, 1977
- Paradiplectanotrema antigoni Gerasev, Gaevskaja & Kovaleva, 1987
- Paradiplectanotrema chlorophthalmi Gerasev, Gaevskaja & Kovaleva, 1987
- Paradiplectanotrema cytti Gerasev, Gaevskaja & Kovaleva, 1987
- Paradiplectanotrema lepidopi Gerasev, Gaevskaja & Kovaleva, 1987
- Polyclithrum gerasevi Gaevskaya & Dmitrieva, 1997
- Polyclithrum ponticum Gerasev, Dmitrieva & Gaevskaya, 2002
- Pseudempleurosoma caranxi (Gerasev, Gaevskaja & Kovaleva, 1987)
- Pseudempleurosoma myripristi (Gerasev, Gaevskaja & Kovaleva, 1987)
- Pseudobenedenia dissostichi Timofeeva, Gaevskaja & Kovaliova, 1987
- Pseudobenedenia gibberifrons Timofeeva, Gaevskaja & Kovaliova, 1987
- Pseudobenedeniella branchialis Timofeeva, Gaevskaja & Kovaliova, 1987
- Pseudobenedenoides antarctica Kovaliova & Gaevskaya, 1977
- Pseudodiplectanotrema paratrachichthi Gerasev, Gaevskaja & Kovaleva, 1987

Ngành Giun đầu gai
- Breizacanthus golvani Gaevskaja & Shukhgalter, 1984
- Neorhadinorhynchus atlanticus Gaevskaja & Nigmatulin, 1977

Phân lớp Giáp xác chân chèo
- Sphyrion quadricornis Gaevskaya & Kovaleva, 1984

Microsporidia
- Glugea capverdensis Lom, Gaevskaya & Dyková, 1980
- Pleistophora duodecimae Lom, Gaevskaya & Dyková, 1980